# Ismar Marques
Ismar Aguiar Marques, mais conhecido como Ismar Marques, (Luzilândia, 27 de setembro de 1951) é um advogado, professor, promotor de justiça, defensor público e político brasileiro, outrora deputado estadual pelo Piauí.

## Dados biográficos
Filho de João de Assis (Joca) Marques e Maria do Socorro Aguiar Marques. Advogado formado pela Universidade Federal do Ceará, atuou no referido estado até retornar ao Piauí onde foi promotor de justiça e ingressou na Defensoria Pública elegendo-se vice-presidente da Associação Piauiense do Ministério Público. Além da carreira jurídica, foi professor e diretor do Colégio Sete de Setembro em Luzilândia.
Eleito prefeito de Luzilândia pelo PDS em 1982, migrou para o PFL e ao deixar o cargo foi superintendente do Instituto de Administração Financeira da Previdência e Assistência Social (IAPAS). Eleito deputado estadual em 1990, afastou-se do mandato para ocupar a Secretaria de Segurança Pública no governo Freitas Neto, sendo reeleito deputado estadual em 1994 e figurado como primeiro suplente em 1998. Após migrar para o PSDB elegeu-se prefeito de Luzilândia pela segunda vez em 2000, mas renunciou em menos de dez meses para exercer o mandato parlamentar ante o regresso de Hugo Napoleão ao governo do Piauí sob veredicto do Tribunal Superior Eleitoral.
Segundo suplente de deputado estadual em 2002, foi convocado quando Wilson Martins assumiu a Secretaria de Desenvolvimento Rural no primeiro governo Wellington Dias. Neste momento Ismar Marques estava filiado ao PSB sendo efetivado com a eleição de Martins para vice-governador. Eleito deputado estadual em 2006 e 2010, ficou numa suplência em 2014, mas foi convocado quando Zé Santana foi secretário de Assistência Social e Cidadania no terceiro governo Wellington Dias. Sua última incursão política foi uma candidatura mal sucedida a deputado federal pelo MDB em 2018.
Seu pai foi eleito prefeito de Luzilândia pela ARENA em 1970 e dentre os membros da família a exercer mandatos eletivos está a deputada estadual Janaína Marques, sobrinha e adversária política de Ismar Marques.